# هيلين ويست هيلر
هيلين ويست هيلر (بالإنجليزية: Helen West Heller)‏ هي كاتِبة ورسامة وشاعرة أمريكية، ولدت في 1872، وتوفيت في 1955.